# Lake Oswego Railroad Bridge
Il Lake Oswego Railroad Bridge (noto anche come Union Pacific Railroad Bridge sul lago Oswego e precedentemente come Southern Pacific Railroad Bridge sul lago Oswego ) è un ponte ferroviario a capriata che attraversa il fiume Willamette tra il lago Oswego, Oregon e Oak Grove, Oregon. Di proprietà della Union Pacific Railroad, è attualmente affittato alla Portland e Western Railroad.

## Storia
Il ponte fu costruito nel 1910 dalla Southern Pacific Company, in risposta ai desideri dei pianificatori della città di Portland per un bypass ferroviario a bordo strada per mantenere il traffico ferroviario fuori dal centro di Portland. Con l'acquisizione del Sud Pacifico nel 1996, Union Pacific Railroad assunse la proprietà del ponte. Attualmente, il ponte è gestito dalla Portland e Western Railroad con un contratto di locazione da Union Pacific.

## Descrizione
L'intero ponte è lungo 420 metri. Sul lato ovest (Lago Oswego), c'è un arco di avvicinamento alla trave della piastra di coperta alto 15 metri: costruito nel 1900 e trasferito in questa posizione nel 1931. Nel 1934, fu costruito un cavalletto a ponte aperto fu 18 metri fu costruito su questo lato del fiume. Tenendo il ponte ferroviario attraverso il fiume ci sono due 298 piedi (91 m)  attraverso campate di capriata. A Completare il ponte sul lato est di Oak Grove è un cavalletto di 204 metri a ponte aperto.

## Uso
Sebbene il ponte sia ora utilizzato esclusivamente per il trasporto ferroviario di merci, alcuni pendolari dell'area di Portland hanno sollecitato la modifica del ponte per consentire il traffico ferroviario o di pendolari .